# Вейн Сермон
Вейн Деніел Сермон (англ. Wayne Daniel Sermon) — гітарист, бек-вокаліст та автор пісень рок-гурту «Imagine Dragons»

## Біографія
Вейн Сермон народився 15 червня 1984 року в багатодітній мормонській родині, де, крім нього, росло ще четверо дітей. Він навчався у музичному коледжі Берклі, який закінчив у 2008 році зі спеціалізацією гітарних виступів на гітарних композицій. У коледжі він також був частиною джазового гітарного
квінтету під назвою The Eclectic Electrics.
У 2008 році Сермон на запрошення Деніела Рейнольдса переїжджає до Лас-Вегасу, де стає учасником гурту Imagine Dragons. Невдовзі саме за запрошенням Сермона до гурту приєднався Бен МакКі. Невдовзі, МакКі запросить до групи ударника Деніела Платцмана. Таким чином, був сформований склад, яким група виступає до сьогодні.
Цікаво, що Вейн Сермон страждає на хронічне безсоння і часто записує пісні посеред ночі.

## Особисте життя
Сермон одружений з Александрою Холл, балериною та випускницею Університету Брігама Янга. Весілля відбулося 18 лютого 2011 року в Каліфорнії. 26 липня 2014 року у пари народився син Рівер Джеймс Сермон. 21 січня 2016 року у Вейна та Александри народився другий син Вольфганг Александр Сермон. В жовтні 2018 року у пари народилася ще й дівчинка на ім'я Санні Рей Сермон, але про її народження було заявлено лише в листопаді, оскільки дівчинка народилася з проблемами здоров'я.
Цікаво, що Александру можна побачити у кліпі «Imagine Dragons» на пісню «On top of the world».

## Нагороди
- Орден «За заслуги» ІІІ ступеня (Україна, 23 серпня 2022) — за значні особисті заслуги у зміцненні міждержавного співробітництва, підтримку державного суверенітету та територіальної цілісності України, вагомий внесок у популяризацію Української держави у світі.[3]